# Tu viện Orlová

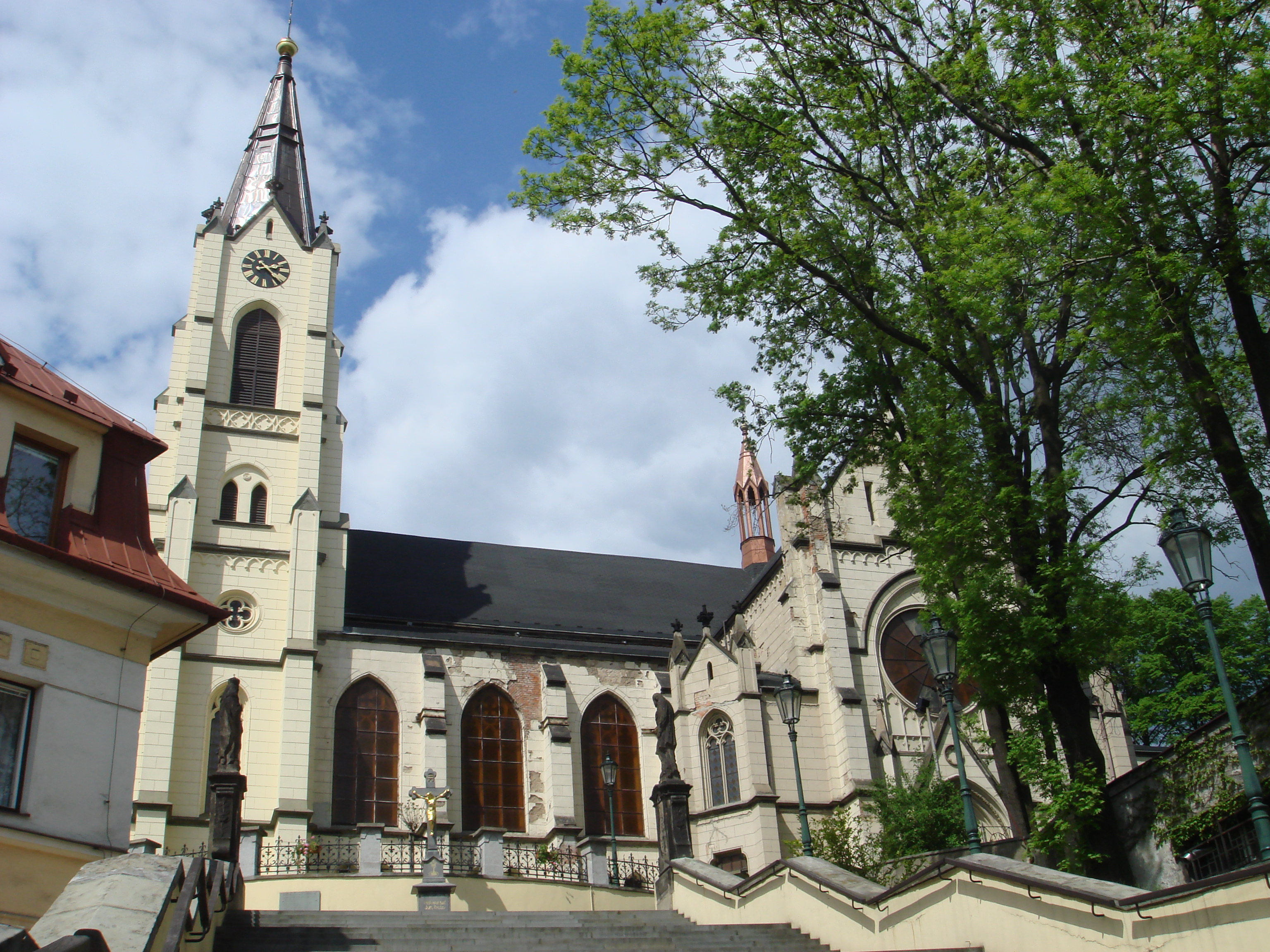
Sự ra đời của nhà thờ Virgin Mary ở Orlová, được xây dựng tại chỗ của nhà thờ tu viện cũ

Tu viện Orlová (tiếng Séc: benediktinský klášter v Orlové, tiếng Ba Lan: klasztor benedyktynów w Orłowej) là một tu viện Benedictine được thành lập vào khoảng năm 1268 tại thị trấn Orlová thuộc quận Karviná, vùng Moravian-Silesian, Cộng hòa Séc.

## Lịch sử
Orlová lần đầu tiên được đề cập trong một tài liệu bằng văn bản vào năm 1227 do Giáo hoàng Gregory IX ban hành cho tu viện Benedictine ở Tyniec. Một bức thư của ông từ năm 1229 đã liệt kê làng xung quanh là thuộc về tu viện Tyniec: Těrlicko, Doubrava, Chotěbuz, Lacbanty (hiện nay chưa được biết), Orlova, Slezská Ostrava, Puńców, Vrbice, Záblatí, Žukov và một vài ngôi làng khác có vị trí tại thành trì của Racibórz. Có lẽ hồi đó các nhà sư đã xây dựng một nhà nguyện đầu tiên ở Orlová.
Về mặt chính trị, khu vực này thuộc về Lãnh địa Opole và Racibórz, gần sông Ostravice, vào năm 1261, được một hiệp ước đặc biệt đồng ý là biên giới địa phương giữa Upper Silesia và Moravia. Để củng cố nó, Władysław Opolski vào năm 1268 đã quyết định thành lập tu viện ở Orlová. Nó được dự định là một nhánh của tu viện Tyniec.
Tu viện mới ban đầu được ban cho sáu ngôi làng: Orlová, Solca (có một quán trọ), Mistrava, Chotěbuz, Vrbice (không có nhà trọ) và Záblatí. Ngoài ra, họ có thể thu tiền từ các nhà trọ và tiền thập phân ở Žukov, Těrlicko, Ostrava và Lacbanty, và vào cuối thế kỷ 13, họ cũng có quyền đối với các khoản thu từ ba ngôi làng ở Castellany của Racibórz: Gorzyce, Uchylsko và Gołk.
Người Benedictine cũng tạo ra một vài ngôi làng liên kết mới như: Lazy, Poruba, Rychvald, Žermanice, và có thể cả Horní Lutyně, Dolní Lutyně và Cula (Staré Město ?).
Là vị trụ trì đầu tiên phục vụ cha Jan từ Tyniec. Ông đi cùng với một số anh em đồng hữu. Họ đã bắt đầu xây dựng một nhà thờ mới và một tu viện. Vào đầu thế kỷ 15, họ phải chịu một cuộc khủng hoảng tài chính. Để tồn tại, họ đã bán một phần đồ đạc của họ. Vào những năm 1540, cuộc Cải cách bắt đầu trong Công tước Teschen. Năm 1545, Wacław III Adam bị thế tục hóa đồ đạc của tu viện, đã gây ra một cuộc xung đột với trụ trì của Orlová, kết thúc vào năm 1560 khi các đồ đạc còn lại cũng bị công tước tịch thu. Các tòa nhà của tu viện đã bị phá hủy, ngoại trừ nhà thờ. Các nhà sư không bao giờ quản lý để lấy lại những gì họ đã mất sau đó. Năm 1718, tu viện là trụ sở của một hội thánh Benedictine ở Broumov.